# Franck Provost

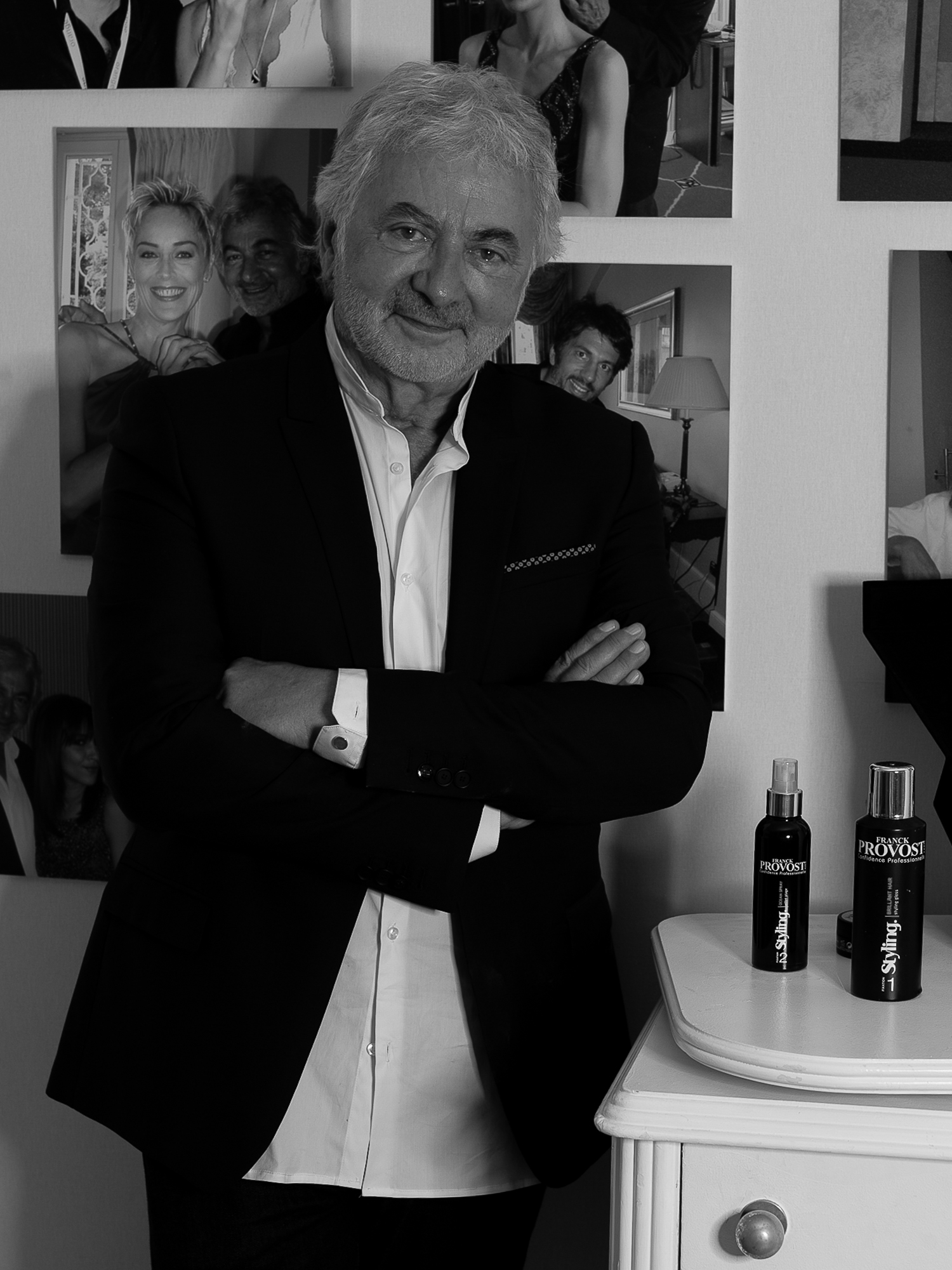
Franck Provost in 2017

Franck Provost (Le Lude, 1947) is een Frans kapper, die bekend is geworden als oprichter van een gelijknamige keten van franchise kapsalons. De Franck Provost-salons vormen een internationaal merk.

## Biografie
Provost heet in werkelijkheid Yvon Provost. Hij begon zijn carrière in de kapsalon van zijn moeder. Drie jaar later verhuisde hij, met zijn diploma op zak, naar Saint-Germain-en-Laye waar hij zijn eerste kapsalon opende. Hij nam deel aan verschillende officiële kapperswedstrijden van L'Oréal, een gerenommeerde Franse groep op vlak van cosmetica. Provost werd al snel de beste kapper van Europa en de beste brusher ter wereld (1973). Zijn tweede salon opende hij vier jaar later in Parijs.
Met de tijd werd hij kapper der sterren. Hij had reeds de kapsels gedaan van onder meer Tina Turner, Adriana Karembeu, Sharon Stone en Romy Schneider. Daarnaast verzorgde hij het kapsel van verscheidene topgasten op het filmfestival van Cannes in 2009.
Zijn naam als kapper werd algemeen bekend door volgende programma's op de Franse televisie:
- La Star Academy.
- Les pièces de théâtre filmée pour la télévision.
- Les invités de Sacrée Soirée et de son présentateur Jean-Pierre Foucault.

## De Groep Franc Provost
Zijn eerste salon opende in 1975 in Saint-Germain-en-Laye en het tweede in 1979 te Parijs aan de Franklin Rooseveltlaan.
In 1997 introduceerde het het merk Fabio Salsa bekend om zijn goedkopere diensten en producten.
In 1998 opende Provost zijn eerste internationale kapsalon.
In 1999 opende hij de Académie de coiffure Franc Provost aan de rue Laugier 36 in het 17e arrondissement te Parijs. De academie had het doel om professionele kappers op te leiden die daarna nog tweejaarlijks aan een perfectiestage moeten deelnemen. Aan het einde van 2008 telde de Groep Franc Provost meer dan 2400 salons met 5000 werknemers verspreid over een twintigtal landen.
Overnames door de groep:
- 2000 : la Coifferie
- 2002 : Jean-Claude Aubry
- 2005 : Espace coiffure
- 2006 : Elexia
- 2007 : Jean-Louis David
- 2009 : Les salons de Jean-Marc Maniatis

### Provalliance
In 2007 fuseerde de groep met een Amerikaanse groep waarbij 70% van het nieuwe ontstane Provailliance in handen kwam van de Fransen en 30% in handen van de Amerikanen. Provalliance werd daarmee de grootste Europese groep en de nummer twee wereldwijd op vlak van kapsalons.

### Buitenlandse salons
In 2007 bezat de groep 502 salons in Frankrijk, daarnaast haddenze nog een aantal belangrijke buitenlandse markten:
- België: 20 salons
- Japan: circa 20 salons
- Tsjechische Republiek: 5 salons.

In volgende landen werkt de groep ook met een franchisesysteem: Spanje, Italië, de Filipijnen, Canada, Algerije, Polen, België, Zwitserland, Zuid-Korea, Marokko, Rusland.